# Ajnad Misr
Ajnad Misr (em árabe) ou Soldados do Egíto (em português), é um grupo radical islâmico que opera em Cairo, Egito, desde novembro de 2013. A meta do grupo é o confronto com as forças de segurança, em retaliação ao massacre de Rabaa, ocorrido em agosto de 2013. Segundo informações, civis tem sido alertados sobre as bombas colocadas pelo grupo radical.